# Okres Përmet
Okres Përmet (albánsky Rrethi i Përmetit) je jedním z šestatřiceti albánských okresů. V roce 2004 v něm včetně řecké a aromanské menšiny žilo 26 000 obyvatel na rozloze 929 km². Nachází se na jihovýchodě země, jeho hlavní městem je Përmet.
Je známý tradiční výrobou vína a rakie.